# 903

## Narození
- 7. prosince – Abdurrahmán ibn Umar as-Súfí, perský astronom.
- ? – Chuang Čchüan, čínský malíř († 965)

## Úmrtí
- Benedikt IV., papež
- Lev V., papež

## Hlavy států
- České knížectví – Spytihněv I.
- Velkomoravská říše – Mojmír II.
- Papež – Benedikt IV. – Lev V.
- Anglické království – Eduard I. Starší
  - Mercie – Æthelred
- Skotské království – Konstantin II. Skotský
- Východofranská říše – Ludvík IV. Dítě
- Západofranská říše – Karel III.
- Uherské království – Arpád
- První bulharská říše – Symeon I.
- Byzanc – Leon VI. Moudrý